# Карлос Росельйо
Карлос Росельйо (ісп. Carlos Roselló, 2 травня 1922) — уругвайський баскетболіст.
Бронзовий призер Олімпійських Ігор 1952 року, учасник 1948 року.